# Neoluddism
Neoluddism är en filosofi som vänder sig mot modern teknik. Dess namn refererar till de brittiska ludditer som var aktiva mellan 1811 och 1816. Neoluddism är ej synonymt med ren teknofobi utan omfattar kritisk granskning av de effekter teknik har på individer och samhällen.
År 1990, i ett försök att bilda en enad rörelse och återta begreppet "luddit", skrev Chellis Glendinning "Notes towards a Neo-Luddite manifesto". I artikeln beskriver Glendinning neo-ludditer som "1900-talets medborgaraktivister, arbetare, grannar, samhällskritiker och forskare - som ifrågasätter den dominerande moderna världsbilden, som predikar att otyglad teknologi representerar framsteg".
Neoluddism är en rörelse utan några ledare, som består av olika grupper som motsätter sig modern teknologi och förespråkar en återgång för vissa eller alla teknologier, till en mer primitiv nivå. Neoludditer kännetecknas av en eller flera av följande: att passivt överge användning av teknik, skada teknik som producerar miljöskadlig teknik, förespråka så kallat simple living, eller sabotera teknologi. Den moderna neoludditiska rörelsen har kopplingar till antiglobaliseringsrörelsen, anarko-primitivism, radikalekologism och djupekologi.